# Frederick Peel
Pour les articles homonymes, voir Peel.
Frederick Peel (26 octobre 1823 - 6 juin 1906), est un homme politique du Parti libéral britannique et commissaire des chemins de fer. 

## Jeunesse et éducation
Peel est le deuxième fils du Premier ministre Robert Peel, et de son épouse Julia Floyd, fille du général John Floyd (1er baronnet). Il est le frère de Robert Peel (3e baronnet), William Peel et Arthur Peel (1er vicomte Peel). Il fait ses études à Harrow et au Trinity College de Cambridge, devenant avocat en 1849. À Cambridge, il est membre du Pitt Club. 

## Carrière politique
Peel entre au Parlement lors d'une élection partielle en février 1849 en tant que député de Leominster. Aux élections générales, en 1852, il est réélu comme député de Bury mais est défait en 1857. Il regagne le siège de Bury en 1859 et reste à la Chambre des communes jusqu'à une nouvelle défaite en 1865. Il est sous-secrétaire d'État à la Guerre et aux Colonies sous John Russell de 1851 à 1852 et sous Lord Aberdeen de 1852 à 1854, sous-secrétaire d'État aux Colonies sous Aberdeen de 1854 à 1855 et sous-secrétaire. d'état de guerre sous Lord Palmerston de 1855 à 1857, et est admis au conseil privé. Il exerce de nouveau ses fonctions sous Palmerston puis Russell en tant que secrétaire financier au Trésor de 1860 à 1865. 
Le service principal de Peel à l'État est en relation avec la Commission des chemins de fer et des canaux . Il est nommé commissaire lors de la création de cet organisme en 1873, et en est le président jusqu'à sa reconstruction en 1888, restant membre de la commission jusqu'à sa mort en 1906. Il est nommé Chevalier Commandeur de l'Ordre de Saint-Michel et Saint-Georges en 1869. 
Peel est décédé en juin 1906, à l'âge de 82 ans. 